# Euphorbia guineensis
Euphorbia guineensis är en törelväxtart som beskrevs av Felix de Silva Avellar Brotero och Nicholas Edward Brown. Euphorbia guineensis ingår i släktet törlar, och familjen törelväxter. Inga underarter finns listade i Catalogue of Life.